# Michael Berg (Psychologe)

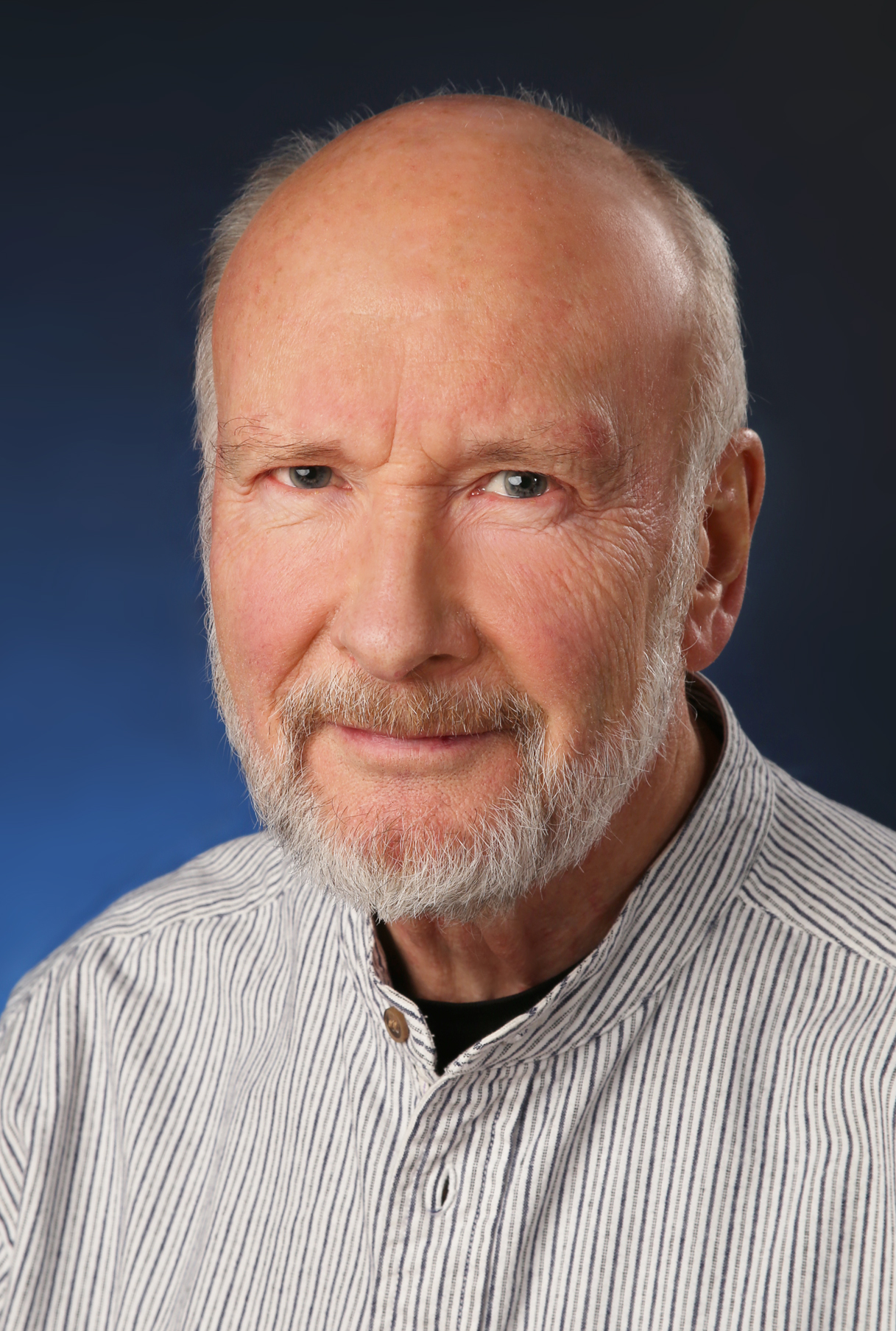
Michael Berg, 2018

Michael Berg (* 1942 in Berlin) ist ein deutscher Psychologe, der vor allem auf dem Gebiet der Entwicklung  psychologischer Testverfahren tätig ist. Aus einer Schule der  kognitiven Psychologie  kommend, hat er die experimentelle Denkweise in die Konstruktion und  Validierung von Testverfahren eingebracht und dabei den von ihm 1993 beschriebenen  Konstituentenansatz  angewendet. Der Ansatz ermöglicht die Konstruktion von Test-Systemen, in denen die Einzeltests inhaltlich definierte Querverbindungen aufweisen und durch Bezugssetzung der Tests untereinander eine Präzisierung diagnostischer Aussagen ermöglichen. Das zuletzt von Berg entwickelte Verfahren zur Erfassung kognitiver Funktionen ist das theoriegeleitet validierte Testsystem Corporal, aktuelle Version Corporal Plus, das bislang vor allem in der Fahreignungsdiagnostik Verwendung findet.
In seinen jüngeren Veröffentlichungen befasste sich Berg unter anderem mit Problemen der Validierung von Testverfahren in angewandten Bereichen am Beispiel der Verkehrspsychologie.

## Werdegang
Michael Berg studierte von 1967 bis 1971 Psychologie an der Humboldt-Universität Berlin. Von 1971 bis 1991 war er in Lehre und Forschung an der Humboldt-Universität tätig, zuerst im Bereich Grundlagen. Er wurde 1980 promoviert. Von 1983 bis 1988 arbeitete er als Lehrer und Forscher im Bereich Diagnostisches Zentrum (PdZ), wo er sich 1988 habilitierte, und an dessen Abwicklung er 1991 beteiligt war. Von 1991 bis 1993 war er Mitarbeiter der Schuhfried Ges.mbH, dort im Methoden-Bereich tätig. Die Entwicklung des eigenen Testsystems Corporal im eigenen Institut für Testentwicklung und -Anwendung (I.T.E.A.) betrieb er von 1993 bis 2007. Von 1996 bis 2012 übte er eine praktische Tätigkeit als psychologischer Sachverständiger in der Fahreignungsbegutachtung beim DEKRA e.V. aus. Seit 2007 ist Berg Lizenzgeber und als wissenschaftlicher Berater für die Weiterentwicklung des Testsystems Corporal bei der Vistec AG Olching tätig.

## Veröffentlichungen
- M. Berg: Die Invariantenananalyse – Entwicklung und Validierung einer Methode zur verbalisationsunabhängigen Erfassung interner kognitiver Zustände. In: Probleme und Ergebnisse der Psychologie. Band 57, 1976, S. 5–23.
- L. Sprung, M. Berg und R. Strobel: Aspekte zu einer differentiellen Psychologie – Theoretische und experimentelle Untersuchungen interner Strukturen bei begriffsanalogen Klassifikationsprozessen und natürlichen Diagnoseprozessen. In: W. Hacker (Hrsg.): Psychische Regulation von Arbeitstätigkeiten. Deutscher Verlag der Wissenschaften, Berlin 1976, S. 129–149.
- M. Berg: Wydelenije Prisnakow sritjelnich Obrasow u Koschek. In: A. B. Kogan (Hrsg.): Iskusstvennaja Intelligenzija. Rostow n.D. 1979.
- M. Berg, L. Sprung und H. Sprung: Zur Methodologie differentieller psychologischer Untersuchungen. Historisches, Überlegungen, Beispiele. In: Probleme und Ergebnisse der Psychologie. Band 73, 1980, S. 53–64.
- M. Berg: Zur Methodik der nichtsprachgebundenen Analyse kognitiver Zustände in der interdisziplinären Gehirnforschung – ein Analysebeispiel. In: Probleme und Ergebnisse der Psychologie. Band 79, 1982, S. 47–57.
- K. Funke und M. Berg: Zur Verarbeitung negativ formulierter Sätze bei "formalen Denkstörungen" – ein vergleichendes Experiment. In: Zeitschrift für Psychologie. Band 182, 1984, S. 47–57.
- M. Berg: Auf dem Wege zur inhaltlichen Gültigkeit psychodiagnostischer Aussagen: Aspekte der experimentellen Herangehensweise. In: Psychologie für die Praxis. Band 3, 1984, S. 253–258.
- M. Berg und U. Schaarschmidt: Überlegungen zu neuen Wegen in der Intelligenzdiagnostik. In: Wissenschaftliche Zeitschrift der Humboldt-Universität zu Berlin. Mathematisch-Naturwissenschaftliche Reihe. Band 8, 1984, S. 565–573.
- U. Schaarschmidt und M. Berg: Diagnostische Parameterfindung auf der Grundlage experimentell psychologischen Vorgehens. In: Zeitschrift für Psychologie. Band 193, 1985, S. 117–131.
- M. Berg und U. Schaarschmidt: Intelligence – its measurement on the basis of cognitive psychology. In: F. Klix und H. Hagendorf (Hrsg.): Human Memory and Cognitive Capabilities – Mechanisms and Performances. Elsevier Publishers B.V., North Holland 1986, S. 499–512.
- M. Berg: Experimentelle Diagnostik – Eine Herausforderung für Theorie und Praxis. In: U. Schaarschmidt, M. Berg und K. Hänsgen (Hrsg.): Diagnostik geistiger Leistungen.  Psychodiagnostisches Zentrum, Berlin 1986, S. 24–36.
- M. Berg: Die Erkennung und Übertragung von Ortsbeziehungen als ein Zugang zur Intelligenz. Dissertation B (Habilitationsschrift), Humboldt-Universität, Berlin 1987.
- M. Berg und U. Schaarschmidt: Das Vereinfachungsprinzip und seine Folgen für die Diagnostik von Intelligenz. In: Wissenschaftliche Zeitschrift der Humboldt-Universität zu Berlin. Mathematisch-Naturwissenschaftliche Reihe. Band 36, 1987, S. 430–437.
- M. Berg: Auf dem Wege zu einer psychologischen Testtheorie. In: F. Klix und E. van der Meer (Hrsg.): Experimentelle Psychologie heute. 100 Jahre Zeitschrift für Psychologie. Barth, Leipzig 1990.
- M. Berg und U. Schaarschmidt: BILKOG – Ein Versuch intelligenzdiagnostischer Methodenentwicklung auf kognitionspsychologischer Grundlage. In: Zeitschrift für Differentielle und Diagnostische Psychologie. Band 11, 1990.
- M. Berg: Differentielle Gültigkeit bei Inferenzanforderungen. In: W. Krause, E. Sommerfeld und M. Ziessler (Hrsg.): Inferenz- und Interpretationsprozesse. Friedrich-Schiller-Universität, Jena 1991, S. 173–179.
- M. Berg: Der Konstituentenansatz – ein neues Prinzip psychologischen Testens. In: H. Schuler und U. Funke (Hrsg.): Eignungsdiagnostik in Forschung und Praxis. Beiträge zur Organisationspsychologie. Band 10, Verlag für Angewandte Psychologie, Stuttgart 1991, S. 209–214.
- M. Berg: Der Konstituentenansatz – Ein Weg zu höherer Ergiebigkeit leistungspsychologischer Methoden. In: G. Trost, K.-H. Ingenkamp, und R.S. Jäger (Hrsg.): Tests und Trends. Band 10, Jahrbuch der Pädagogischen Diagnostik. Beltz, Weinheim und Basel 1993, S. 40–82.
- M. Berg: Effects of task constituents: A new way to measure human abilities. In: European Journal of Psychological Assessment. Band 11, Suppl. No. 1, Hogrefe, Bern 1995.
- M. Berg: "Corporal" ein thematisches Testsystem zur Erfassung von Funktionen der Aufmerksamkeit. In: Verhaltensmodifikation und Verhaltensmedizin. 17. Jahrgang, Heft 4, 1996, Mackinger, Berkheim 1996, S. 295–310.
- M. Berg: Testverfahren mit differentieller Gültigkeit: Innovation für die Leistungsdiagnostik – auch in der Verkehrspsychologie. In: B. Schlag (Hrsg.): Fortschritte der Verkehrspsychologie. Deutscher Psychologen-Verlag GmbH, Bonn 1997, S. 71–78.
- M. Berg und W. Schubert: Das thematische Testsystem Corporal zur Erfassung von Funktionen der Aufmerksamkeit – Innovation für die verkehrspsychologische Diagnostik. In: Zeitschrift für Verkehrssicherheit. Band 45, Heft 2, S. 74–80, TÜV-Verlag, Köln 1999.
- W. Schubert und M. Berg: Zu einigen methodischen Fragen der Anwendung von psychologischen Testverfahren im Rahmen der Fahreignungsbegutachtung. In: Zeitschrift für Verkehrssicherheit. Band 47, 1, S. 9–14, TÜV-Verlag, Köln 2001.
- M. Berg und W. Schubert: Das thematische Testsystem Corporal zur Erfassung von Funktionen der Aufmerksamkeit. In: Berichte der Bundesanstalt für Straßenwesen – Mensch und Sicherheit. Heft M 133, 2001, S. 110–111.
- M. Berg und W. Schubert: Aufmerksamkeitsdefizite bei Alkoholikern. In: Berichte der Bundesanstalt für Straßenwesen – Mensch und Sicherheit. Heft M 152, 2003, S. 170–172.
- M. Berg und W. Schubert: Aufmerksamkeitsdefizite bei Alkoholikern. In: Blutalkohol. Band 42, 2005, S. 209–217.
- M. Berg, U. Kieschke und W. Schubert: Artifizielle Validitätsnachweise – Anmerkungen zu verkehrspsychologischen Validierung von Messapparaturen. In: Zeitschrift für Verkehrssicherheit. 54. Jahrgang, Heft 4, 2008, S. 183–187.
- M. Berg, D. Glaser und W. Schubert: Ein Blick auf den "Tunnelblick": Ein Aufmerksamkeitsdefizit infolge schädlichen Alkoholgenusses. In: Blutalkohol. Band 47, 2010, S. 10–20.
- M. Berg und W. Schubert: Zum Begriff der theoriegeleiteten Validierung von Fahrübungen und Leistungstests. In: Zeitschrift für Verkehrssicherheit. 62. Jahrgang, Heft 1, 2016, S. 33–37.
- W. Schubert und M. Berg: Senioren im Straßenverkehr – Förderung und Erhalt der automotiven Mobilität. Deutsches Autorecht. In: Zeitschrift des ADAC. 87. Jahrgang, 2017, S. 2–8.

| Personendaten    | Personendaten        |
| ---------------- | -------------------- |
| NAME             | Berg, Michael        |
| KURZBESCHREIBUNG | deutscher Psychologe |
| GEBURTSDATUM     | 1942                 |
| GEBURTSORT       | Berlin               |